# Mafia Wars
Mafia Wars era un videojuego de navegador desarrollado por la empresa Zynga. En junio de 2009, el videojuego contaba con casi 26 millones de usuarios mensuales.
El videojuego puede ser jugado en Facebook, MySpace, Tagged, Yahoo! y iPhone. Mafia Wars ganó los Premios Webby en la categoría People's Voice Winner. Zynga descontinuó este juego en julio de 2017.

Mafia Wars se desarrolla inicialmente en la Pequeña Italia, un barrio de la ciudad de Nueva York, con una opción para que los jugadores viajen entre Nueva York y Cuba (una vez que alcancen el nivel 35), Moscú (al llegar al nivel 70), Bangkok, Las Vegas e Italia. Adicionalmente y de forma temporal, se habilitó la función de viajar a París y a Londres; tras el Mundial de fútbol 2010, a Sudáfrica; luego a Mumbai (Bombay); y en última instancia a Dublín. El juego consiste en hacer trabajos para obtener dinero, poder y eventualmente establecer un imperio criminal propio. Los jugadores crean mafias reclutando a otros jugadores y usando puntos de recompensa. Las redes sociales como Facebook, MySpace y Friendster permiten que los jugadores hagan reclutamientos dentro de sus grupos de amigos, para pelear contra otros jugadores. Los jugadores también pueden mejorar sus estadísticas o habilidades subiendo niveles, visitando el Mercado (MarketPlace), comprando puntos con dinero en efectivo o participando en las promociones y eventos especiales que ofrece continuamente la empresa Zynga.

## Ciudades
La primera ciudad en la que se pudo jugar fue New York en abril de 2008, dividido en niveles que al ser completados otorgan un rango italoestadounidense propio (como capo, asesino o consigliere). Algunos niveles tienen las "Peleas con el Jefe". Las propiedades de New York pueden ser adquiridas por cualquier jugador que tenga el dinero necesario, en el caso de esta ciudad es el dólar.
Cuba fue agregada el 11 de junio de 2009 y para acceder a la ciudad los jugadores debían tener un nivel mayor a 35. Los títulos que se otorgaban por terminar un capítulo eran en español como El Soldado o El Padrino, pero aquí no había peleas con los jefes. Una de las propiedades que se adquirían bajo la moneda propia de la ciudad (pesos cubanos) era la Tabaquería. Actualmente la ciudad de Cuba figura como cerrada a los usuarios.
Pocos meses después de lanzar Cuba, lanzaron Moscú el 24 de septiembre de 2009 a la que solo podían acceder jugadores con un nivel mayor a 70, otorgando títulos como Pakhan o Brigadir. Los jugadores escogían entre dos bandos: los Mafiya y los Vory. También se podían comprar propiedades con los rublos, propios de la ciudad. Esta ciudad también se encuentra bloqueada actualmente.
El 20 de enero de 2010 se lanza Bangkok Beta con la condición que para ingresar a la ciudad se deben hallar tres ítems en ciertos trabajos de New York con los que se obtiene el "Pasaporte Thai". Igual que en Moscú se eligen dos bandos: Yakuza (japonesa) o Triada (china). Sus títulos por la conclusión de capítulos son Comandante o Pirata entre otros.
En junio y julio de 2010 se agregó Las Vegas Beta que se encuentra disponible para jugadores con un nivel mayor al 17. Aquí los trabajos se dividen en 8 distritos como Lower Strip o Shogun Casino. Las propiedades solo pueden ser adquiridas a medida que se van completando niveles en los que, previo a su finalización, cada uno de ellos tiene una pelea con un jefe diferente. La moneda en Las Vegas son las fichas de póker y es la única ciudad que para almacenar el dinero no realiza un "descuento por lavado".
En octubre de 2010 se lanzó Italia en la que se realizaron 5 regiones al principio y luego le fueron agregadas 3 regiones más. Los jugadores pueden acceder a Italia desde el nivel 6. Como en Las Vegas las propiedades se van adquiriendo a medida que se finalizan los trabajos y todas tienen peleas con el jefe. La moneda en esta ciudad es la lira.
En marzo de 2010 son deshabilitadas Cuba y Moscú. Cuba tuvo la misión despedida llamada "Cuba en Crisis", cerrando la ciudad el 3 de marzo. Moscú también tuvo su misión llamada "Masacre en Moscú" que finalizó el 10 de marzo. También se anunció que Bangkok sería cerrada pero ante la gran cantidad de jugadores que no concluyeron la ciudad decidieron cancelarlo.
La introducción de Brasil fue lanzada el 9 de marzo de 2011 y los jugadores pudieron acceder a la ciudad desde el 16 de marzo. Primero lanzaron 5 regiones para jugar a la que le fueron agregadas 3 más en junio.